# یاتاواتا
یاتاواتا (به لاتین: Yatawatta) یک منطقهٔ مسکونی در سری‌لانکا است که در استان مرکزی (سری‌لانکا) واقع شده‌است.